# Unterseeboot 360
Le Unterseeboot 360 (ou U-360) est un sous-marin allemand (U-Boot) de type VII.C utilisé par la Kriegsmarine (marine de guerre allemande) pendant la Seconde Guerre mondiale.

## Construction
L'U-360 est un sous-marin océanique de type VII C. Construit dans les chantiers de Flensburger Schiffbau-Gesellschaft à Flensbourg, la quille du U-360 est posée le 9 août 1941 et il est lancé le 28 juillet 1942. L'U-360 entre en service trois mois et demi plus tard.

## Historique
Mis en service le 12 novembre 1942, l'Unterseeboot 360 et son équipage effectuent leur formation à Danzig sous les ordres de l'Oberleutnant zur See Hans-Jürgen Bühring au sein de la 5. Unterseebootsflottille jusqu'au 30 juin 1943, puis l'U-360 intègre sa formation de combat dans la 13. Unterseebootsflottille à Drontheim.
L'Unterseeboot 360 a effectué cinq patrouilles, toutes sous les ordres du Kapitänleutnant Klaus-Helmuth Becker, dans lesquelles il a endommagé un navire marchand ennemi de 7 153 tonneaux et un navire de guerre ennemi de 1 540 tonnes au cours de ses 144 jours en mer.
En vue de la préparation de sa première patrouille, l'U-360 quitte Kiel le 7 août 1943 et arrive à Bergen en Norvège le 10 août 1943, après quatre jours en mer. Deux jours plus tard, il reprend la mer pour arriver le 15 août 1943 à Narvik.
Pour sa première patrouille, l'U-360 appareille de Narvik le 16 août 1943. Après 40 jours en mer, il arrive à Hammerfest le 24 septembre 1943.
Sa cinquième patrouille commence le 29 mars 1944, de Trondheim. Après cinq jours en mer, l'U-360 est coulé le 2 avril 1944 dans la mer de Norvège au sud-ouest de l'Île aux Ours à la position géographique de 72° 28′ N, 13° 04′ E par des charges de profondeur lancées du destroyer britannique HMS Keppel.
Les 51 membres d'équipage meurent dans cette attaque.

## Affectations
- 5. Unterseebootsflottille à Danzig du 12 novembre 1942 au 30 juin 1943 (entrainement).
- 13. Unterseebootsflottille à Drontheim du 1er juillet 1943 au 2 avril 1944 (service actif).

## Commandements
- Oberleutnant zur See Hans-Jürgen Bühring du 12 novembre 1942 à mai 1943
- Kapitänleutnant Klaus-Helmuth Becker de mai 1943 au 2 avril 1944

## Patrouilles
|       | Commandant                  | Départ           | Départ     | Arrivée           | Arrivée    | Jours     | Succès  |
| ----- | --------------------------- | ---------------- | ---------- | ----------------- | ---------- | --------- | ------- |
|       | Kptlt. Klaus-Helmuth Becker | 7 août 1943      | Kiel       | 10 août 1943      | Bergen     | 4 jours   |         |
|       | Kptlt. Klaus-Helmuth Becker | 12 août 1943     | Bergen     | 15 août 1943      | Narvik     | 4 jours   |         |
| 1     | Kptlt. Klaus-Helmuth Becker | 16 août 1943     | Narvik     | 24 septembre 1943 | Hammerfest | 40 jours  |         |
| 2     | Kptlt. Klaus-Helmuth Becker | 6 octobre 1943   | Hammerfest | 19 novembre 1943  | Narvik     | 45 jours  |         |
| 3     | Kptlt. Klaus-Helmuth Becker | 23 novembre 1943 | Narvik     | 30 novembre 1943  | Narvik     | 8 jours   |         |
| 4     | Kptlt. Klaus-Helmuth Becker | 27 décembre 1943 | Narvik     | 28 janvier 1944   | Hammerfest | 33 jours  | 8 693   |
|       | Kptlt. Klaus-Helmuth Becker | 30 janvier 1944  | Hammerfest | 3 février 1944    | Trondheim  | 5 jours   |         |
| 5     | Kptlt. Klaus-Helmuth Becker | 29 mars 1944     | Trondheim  | 2 avril 1944      | Coulé      | 5 jours   |         |
| Total | Total                       | Total            | Total      | Total             | Total      | 144 jours | 8 693 t |

Note : Kptlt. = Kapitänleutnant 

### Opérations Wolfpack
L'U-360 a opéré avec les Wolfpacks (meute de loups) durant sa carrière opérationnelle:
1. Monsun (8 octobre 1943 - 21er octobre 1943)
2. Eisenbart (22 octobre 1943 - 17 novembre 1943)
3. Eisenbart (25 novembre 1943 - 28 novembre 1943)
4. Isegrim (1er janvier 1944 - 27 janvier 1944)
5. Blitz (30 mars 1944 - 2 avril 1944)

## Navires coulés
L'Unterseeboot 360 a endommagé un navire marchand ennemi de 7 153 tonneaux et un navire de guerre ennemi de 1 540 tonnes au cours des cinq patrouilles (131 jours en mer) qu'il effectua.
| Date            | Nom du navire   | Nationalité | Tonnage | Convoi | Fait      |
| --------------- | --------------- | ----------- | ------- | ------ | --------- |
| 25 janvier 1944 | HMS Obdurate    | Royaume-Uni | 1 540   | JW-56A | Endommagé |
| 26 janvier 1944 | Fort Bellingham | Royaume-Uni | 7 153   | JW-56A | Endommagé |
| Total:          | Total:          | Total:      | 8 693   |        |           |

### Source et bibliographie
- (en) Cet article est partiellement ou en totalité issu de l’article de Wikipédia en anglais intitulé « German submarine U-360 » (voir la liste des auteurs).
- Chris Bishop, historien militaire (trad. de l'anglais par Christian Muguet), Les sous-marins de la Kriegsmarine : 1939-1945 : le guide d'identification des sous-marins [« The spellmount submarine identification guide : Kriegsmarine U-boats 1939-1945 »], Paris, Éd. de Lodi, 2008, 192 p. (ISBN 978-2-84690-327-1, OCLC 470721805, BNF 41298980)